# Lijst van spelers van Go Ahead Eagles
Dit is een lijst van voetballers die minimaal één officiële wedstrijd hebben gespeeld in het eerste elftal van de Nederlandse profclub Go Ahead Eagles of Go Ahead.

## A
- Kees Aarts
- Nicolas Abdat
- Rochdi Achenteh
- Tom Achtereekte
- Cor Adelaar
- Aske Adelgaard
- Bobby Adekanye
- Gor Agbaljan
- Achmed Ahahaoui
- Soufyan Ahannach
- Nabil Amarzagouio
- Mawouna Amevor
- Jamal Amofa
- Stephan Andersen
- Bruno Andrade
- Henri Anier
- Oliver Antman
- Jarchinio Antonia
- Henny Ardesch
- Kari Arkivuo
- Peter Arntz
- Sjoerd Ars
- Alfons Arts
- Hans van Arum
- Bertus van Assen
- Aventis Aventisian
- Patrick Ax
- Mustafa Aydin
- Thomas Azevedo
- Faouzi Azoum

## B
- Reza Baädilla
- Karel Baarslag
- Roland Baas
- Arold Back
- Thibo Baeten
- Said Bakkati
- Bas Bakker
- Eddy Bakker
- Justin Bakker
- Istvan Bakx
- Alexander Bannink
- Maurice Bartelds
- Gerrit Jan Bartels
- Dick Beek
- Stefano Beltrame
- Jan Benen
- Wim Berckenkamp
- Martijn Berden
- Martin Berends
- René Berends
- Erol van den Berg
- Joey van den Berg
- Vincent van den Berg
- Sam Beukema
- Jhon van Beukering
- Frank Bierhof
- Koen van der Biezen
- Pieter Bijl
- Fred Bischot
- Kresten Bjerre
- Jaap de Blaauw
- Jason van Blerk
- Hans Bleijenberg
- Wim Bleijenberg
- Evert Bleuming
- Julius Bliek
- Jaap Bloem
- Bé Bloemendal
- Xander Blomme
- Ofosu Boakye
- Jan Boekestein
- Luuk te Boekhorst
- Jan de Boer
- Bas Boere
- Jeroen Boere
- Michel Boerebach
- Bas Boksebelt
- Nick de Bondt
- Gerrit Borghuis
- Jan Bos
- Eddy Bosman
- Roberto Bosveld
- Paul Bosvelt
- Gino Bosz
- Sonny Bosz
- Giannis Fivos Botos
- Yacine Bourhane
- Ronald Bouwmeester
- Koen Brack
- Geert Braem
- Jeffrey Brammer
- Kevin Brands
- Jakob Breum
- Herman Brilleman
- Henk ten Brink
- Gert van den Brink
- Elso Brito
- Frank Broers
- Jan Brookman
- Peter Brouwer
- Luuk Brouwers
- Sjors Brugge
- Ruud Bruns
- Henk van Brussel
- Gerard Bühler
- Harry Buisman
- Stefan Buitenhuis
- Richard Buiting
- Bert Buizert
- Dave Bus
- Jari De Busser
- Joop Butter
- Giovanni Büttner
- Robin Buwalda
- Sinan Bytyqi

## C
- Marc Cardona
- Henk ten Cate
- Pedro Chirivella
- Serghei Cleșcenco
- Marc De Clerck
- Wiel Coerver
- Halil Çolak
- Maarten Colijn
- Rini Coolen
- La'Vere Corbin-Ong
- Mael Corboz
- Iñigo Córdoba
- Florencio Cornelia
- Niels Creutzburg
- Daniel Crowley
- Sam Crowther
- Erik Cummins

## D
- Joop van Daele
- Tom Daemen
- Chris David
- Harry Decheiver
- Mats Deijl
- Jan van Deinsen
- Ronald Dekker
- Thijs Dekker
- Vince Gino Dekker
- Robert Demirel
- Teije ten Den
- Johan Derksen
- Jamal Dibi
- Kevin van Diermen
- Dominique van Dijk
- Gerrit van Dijk
- Hubert Dijk
- Jan van Dijk
- Tjalling Dilling
- Julius Dirksen
- Pavle Dolezar
- Jan Drogt
- Wout Droste
- Sander Duits
- Quiermo Dumay
- Orhan Džepar

## E
- Jan Ebbink
- Zakaria Eddahchouri
- Adrian Edqvist
- Oliver Edvardsen
- Victor Edvardsen
- Julliani Eersteling
- Shadrach Eghan
- René Eijkelkamp
- Willy Eijsink
- Raymon van Emmerik
- Jan Endeman
- Hans Engbersen
- Danny van Engeland
- Ton van Engelen
- Frank Ensink
- Wouter van den Ent
- Luca Everink
- Jerry van Ewijk
- Erkan Eyibil

## F
- Dick Faber
- Karim Fachtali
- Erik Falkenburg
- Edward Fennebeumer
- Rashaan Fernandes
- Pepe Fernandez
- Renze Fij
- Sander Fischer
- Maarten de Fockert
- José Fontán
- Grads Fühler
- Johan Fühler

## G
- Ruud Geels
- Marcel Geestman
- Ruud Geestman
- Tonny van Gelder
- Niels Gerestein
- Patrick Gerritsen
- Rogier Gerritsen
- Bert Geurtz
- Reza Ghoochannejhad
- Jack de Gier
- Tim Gilissen
- Joško Gluić
- Alper Göbel
- Joey Godee
- Gerrie de Goede
- Anton Goedhart
- Leendert de Goeij
- Gerrit Goldenbeld
- Nelson Goncalves Da Costa
- Michiel van Goor
- Jay Gorter
- Bert Gotink
- Raimond van der Gouw
- Jaan de Graaf
- Roel Greving
- Jordy Grobbee
- Erik Groeleken
- Joey Groenbast
- Jan Groenendijk
- Jan Groeneweg
- Jan Groninger
- Donny de Groot
- René Grotenhuis
- Gerrie van Guine

## H
- Martin Haar
- Stanley de Haas
- Bertus Haes
- Edu Haes
- Edu Haes jr.
- Warner Hahn
- Jan Halle
- Leo Halle
- Mohamed Hamdaoui
- Ridgeciano Haps
- Mickey van der Hart
- Nigel Hasselbaink
- Gerdo Hazelhekke
- Marco Heering
- Freek Heerkens
- Pascal Heije
- Ogechika Heil
- Sam Hendriks
- Terry Hendriks
- Wouter van den Herik
- Dennis Hettinga
- Jasper Heusinkveld
- Joop Hiele
- Oeki Hoekema
- Bradly van Hoeven
- Hennie in 't Hof
- Arno Hofstede
- Dennis Hollart
- Tim Hölscher
- Marco Holster
- Han Hollander
- Rinus Hondelink
- Kelvin van der Horst
- Xander Houtkoop
- Jaap Houtkoper
- Berry Huizing
- Gerard Hullegie
- Henk Hulsegge
- Dennis Hulshoff
- Gerrit Hulsman
- Donny Huijsen

## I
- Jay Idzes
- Donny van Iperen

## J
- Piet Jager
- Michael Jaliens
- Dean James
- Michał Janota
- Michael Jansen
- Daan Janssen
- Josef Jelínek
- Herman de Jong
- Jan Jongbloed
- Diego Jongen

## K
- Lion Kaak
- Ekrem Kahya
- Lloyd Kammeron
- Alex Kamstra
- Henk Kanselaar
- Khalid Karami
- Gerrie Kattestaart
- Omar Kavak
- Kees Kerkdijk
- Paul Kerlin
- Rick Ketting
- Maikel Kieftenbeld
- Kevin van Kippersluis
- Teun Kist
- Wim Kleijn
- Dirk Jan Klijn Velderman
- Gersom Klok
- Wilco Klop
- Arjan Kluitenberg
- Geoffrey Knijnenburg
- Alfred Knippenberg
- Koos Knoef
- Glenn Kobussen
- Henk Koenders
- Henk Koers
- Leon de Kogel
- Olaf Kok
- Sander Kok
- Senol Kök
- Niels Kokmeijer
- Marnix Kolder
- Abse Kolkman
- Bart Kolkman
- Fré Kolkman
- Jan Kolkman
- Johan Kolkman
- Henk Koning
- Dick Kooijman
- Gerrit Koopman
- Leon Koopman
- Martin Koopman
- Arie Koorenblik
- Cees van Kooten
- Roy Kort
- Jan Korte
- Jo Körver
- Joris Kramer
- Willi Kraus
- Bertus de Kreek[1]
- Jan de Kreek
- Theo de Kreek
- Tommy Kristiansen
- Jan Kromkamp
- Michel Kruijer
- Hendrie Krüzen
- Martijn Kuiper
- Bas Kuipers
- Peter van der Kwaak

## L
- Rikkert La Crois
- Michel Lage Venterink
- Lars Lambooij
- Dirk Lammers
- Harrie Lammers
- Jeffrey de Lange
- Pieter Langedijk
- Rob Langenberg
- Ruud Langenberg
- Max Leeflang
- Henri van Leeuwen
- Paul van Leeuwen
- Timon van Leeuwen
- Chris Lefering
- Bas Leferink
- Niki Leferink
- Julian Lelieveld
- André van der Ley
- Fernando Lewis
- Isac Lidberg
- Elmo Lieftink
- Paul Lieftink
- Jan Ligtenberg
- Jop van der Linden
- John Linford
- Evert Linthorst
- Enric Llansana
- Sébastien Locigno
- Dwight Lodeweges
- Erwin Looms
- Jack van Loon
- Óscar López
- Loïc Loval
- Boyd Lucassen
- Jan Lücke

## M
- Robert Maaskant
- Piet Maatman
- Darren Maatsen
- Luuk Maes
- Matthias Maiwald
- Patrick Maneschijn
- Elvis Manu
- Bram Marbus
- Cees Marbus
- Ludcinio Marengo
- Jahnoah Markelo
- Gerard Marsman
- Nick Marsman
- Cuco Martina
- Bas Martron
- Robbert Maruanaya
- Bert van Marwijk
- Frank Masmeijer
- Ernst ter Mate
- Jesse ter Mate
- Patrick ter Mate
- Johnny Mather
- Justin Mathieu
- Federico Mattiello
- Robin van der Meer
- Paul van der Meeren
- Renger (Rein) Mendel
- Jenthe Mertens
- Adrie Meulenbrug
- Henk Meulenbrugge
- François Mével
- Mitchel Michaelis
- Jan Michels
- Diego Michiels
- Henri van Mierlo
- Jim Miller
- Cendrino Misidjan
- Kevin Moeliker
- Oscar Moens
- Paco van Moorsel
- Egbert ter Mors
- Willy Mos
- René Mosch
- Marcel Muhlack
- David Mulder
- Erwin Mulder
- Jacob Mulenga
- Jan Allen Muller
- Jean Musampa Kasangala

## N
- Sergei Nani
- Gerrit Nauber
- Jaroslav Navrátil
- Aaron Nemane
- Maecky Ngombo
- Gerrit Niehaus
- Sven Nieuwpoort
- Norichio Nieveld
- Jaap Nijenhuis
- Kobus Nijzing
- Andries Noppert
- Tcho Tcho Nzuzi-Makuso

## O
- Kingsley Obikulu
- Henrik Ojamaa
- Jan Oostenenk
- Ceriel Oosthout
- André Oostrom
- Peter van Ooijen
- Levi Opdam
- Fredrik Oppegård
- Ragnar Oratmangoen
- John Oude Wesselink
- Joep van den Ouweland
- Elvio van Overbeek
- Sjoerd Overgoor
- Edwin Overmars
- Marc Overmars
- Niels Overweg

## P
- Sergio Padt
- Marco Parnela
- Sjaak (Jacques) van der Pas
- Remko Pasveer
- Johan Pater
- Luís Pedro
- Patrick Peelen
- Henry Pelleboer
- Teun van Pelt
- Cas Peters
- Jan Peters
- Oscar Pettersson
- Hans Pfeiffer
- Guyon Philips
- Arnold Pijpenbroek
- Jan Pijpenbroek
- Mario Piqué
- Rik Platvoet
- Eppy Pleiter
- Glynor Plet
- Luca Plogmann
- Sander Post
- Joran Pot
- Marthijn Pothoven
- Maarten Pouwels
- Gerrit Prinsen
- Quincy Promes
- Gradus van Putten
- Peter van Putten

## Q
- Jan Quakernaat

## R
- Antoine Rabillard
- Roger Raeven
- Mikko Rahkamaa
- Marcelo Ramerman
- Mathias Ranégie
- Eric Redeker
- Jules Reimerink
- Jan Remeyer
- Roelof (Boelie) Remeyer
- Peter Ressel
- Kurt Rettkowski
- Lum Rexhepi
- Cock Rijkens
- Nico Rijnders
- Jeffrey Rijsdijk
- Marcel Ritzmaier
- Wim Roetert
- Philippe Rommens
- Eloy Room
- Toine Rorije
- Harry Roseboom
- Frank Ross
- Ivo Rossen
- Peter Rufai
- Marco Ruitenbeek

## S
- Lesley de Sa
- Pim Saathof
- Michael Samuel
- Hans Salfischberger
- Adam Sarota
- Mauro Savastano
- Alex Schalk
- Evert Schemmekes
- Xandro Schenk
- Mark Schenning
- Peter Scheppink
- Jan Scherpenhuizen
- Siebe Schets
- Anton Scheutjens
- Doke Schmidt
- Dick Schneider
- Melchior Schoenmakers
- Jesse Schotman
- Dick Schreuder
- Hans Schrijver
- Joeri Schroyen
- Resit Schuurman
- Jaap Schuurmans
- Darío Serra
- Henk Seubers
- Kevin Siemelink
- Victor Sikora
- Oskar Sivertsen
- Mike Small
- Orlando Smeekes
- Jan Smid
- Milan Smit
- René Smit
- Michiel Sol
- Gerard Somer
- Brem Soumaoro
- Sylla Sow
- Marcel van Spankeren
- Sven Spekking
- Hennie Spijkerman
- Michalis Spiridakis
- Jeff Stans
- John Stegeman
- Gijs Steinmann
- Jan Stenvert
- Sonny Stevens
- Finn Stokkers
- Bertus Strijdveen
- Pleun Strik
- Henk Strokappe
- Joey Suk
- Mathis Suray
- Joran Swart

## T
- Omar Tahya
- Erik Tammer
- Niklas Tarvajärvi
- Kenny Teijsse
- Tesfaldet Tekie
- Søren Tengstedt
- Rolf Thiemann
- Sander Thomas
- Gerrit van Tilburg
- Ludwig Timisela
- Ömer Tirgil
- Theo van Toledo
- Ignacio Tuhuteru
- André van Tuinen
- Roy Tular
- Oguzhan Türk
- Deniz Türüç
- Turan Tuzlacık
- Calvin Twigt
- Frank van Twillert

## U
- Antoon Udink
- Han Unaola

## V
- Marcel Valk
- Jan van der Veen
- Jan Veenstra
- Wietse Veenstra
- Ger Veerman
- Frits van der Velden
- Shawn Veldhuis
- Roy Veldhuizen
- Gerard Veldmate
- Henk Veldmate
- Jeroen Veldmate
- Richard van der Venne
- Lambert Verdonk
- Bert Verhagen
- Bart Verheul
- Thomas Verheydt
- Wesley Verhoek
- Marco Verhoeven
- Hobie Verhulst
- Mark Verkuijl
- Yannick Vervalle
- Peter van der Vlag
- Maringo Vlijter
- Jeffrey Vlug
- Theo Vogelsang
- Wim Voortman
- Cornelis Vos
- Hans Voskamp
- Jonathan Vosselman
- Bart Vriends
- Chris de Vries
- Roelof de Vries
- Mario Vuskovic

## W
- Walter Waalderbos
- Gerrit van de Waarde
- Samuel Wakana
- Rence van der Wal
- Stef Walbeek
- Henk Warnas
- Marco Waslander
- Ab de Weerd
- Jochem de Weerdt
- Albert van der Weide
- Robbin Weijenberg
- Wim Weijers
- Niels Wellenberg
- Ruud Wellenberg
- Henk Wenteler
- Givan Werkhoven
- Peter Wesselink
- Rob Wesselink
- Henk Wessels
- Mark Wiggers
- Bertjan Wijers
- Giliano Wijnaldum
- Piet Wijnberg
- Bas Wijnen
- Erik Willaarts
- Menno Willems
- Willum Þór Willumsson
- Ulrich Wilson
- Brian Wilsterman
- Gerrie te Winkel
- Hans de Winter
- Rogier Wissink
- Ton Witbaard
- Colin Withers
- Hans Witteveen
- Rik Witteveen
- Patrick Wolbers
- Jan ten Wolde
- Randy Wolters
- Rico Wolven
- Wim Woudsma
- Gerard Wüstefeld

## Y
- Uğur Yıldırım

## Z
- Jan Zandvliet
- Hamid Zarbaf
- Demy de Zeeuw
- Sieme Zijm
- Nico van Zoghel
- Mike Zonneveld
- Jordy Zuidam
- Vincent Zuiderwijk
- Frank van der Zwan
- Theo Zwarthoed
- Coen Zwollo